# Mark Sheppard
Mark Andreas Sheppard (ur. 30 maja 1964 w Londynie) – brytyjski aktor oraz muzyk. Najbardziej znany jest ze swoich ról w serialach Nie z tego świata jako demon Crowley, Battlestar Galactica jako Romo Lampkin, Uczciwy przekręt jako śledczy ubezpieczeniowy James Sterling oraz z Firefly jako Badger.

## Życie prywatne
Mark Sheppard jest synem Williama Morgana Shepparda. W 2004 roku, 6 marca ożenił się z Jessicą. Małżeństwo zakończyło się rozwodem w 2014 roku. Mark i Jessica doczekali się dwóch synów Maxa i Williama. W grudniu 2014 roku Mark zaczął spotykać się z Luise Fudge, po tym jak poznali się na konwencie serialu Nie z tego świata (Supernatural). 20 sierpnia 2015 roku para się zaręczył by następnie 9 listopada zawrzeć związek małżeński podczas skromnej, prywatnej ceremonii w Denver, Colorado. 26 września ogłosili, że spodziewają się swojego pierwszego wspólnego dziecka. 1 marca 2016 roku przyszła na świat Isabella Rose.

## Kariera

### Muzyka
W wieku 15 lat Mark został profesjonalnym muzykiem i przez wiele lat nagrywał swoją muzykę i koncertował z zespołami i muzykami takimi jak Robyn Hitchcock, Television Personalities (Angielski zespół rockowy) i Light a Big Fire (irlandzki zespół rockowy). Mark grał na perkusji w drugim albumie Light a Big Fire. Jako muzyk sesyjny nagrał albumy dla wielu zespołów w całej Europie i ostatecznie przeniósł się do Stanów Zjednoczonych.

### Telewizja
Jego praca w telewizji obejmuje występ w odcinku Fire (sezon 1, odcinek 12) w serialu Z Archiwum X, rok w serialu Soldier of Fortune, Inc. reżyserii Jerry’ego Bruckheimera, gościnne oraz powtarzające się role w serialach takich jak Kancelaria adwokacka, The Invisible Man, Special Unit 2, JAG, Star Trek: Voyager, Kronika nie z tej ziemi, Las Vegas, Detektyw Monk, CSI: Kryminalne zagadki Nowego Jorku, Chuck i CSI: Kryminalne zagadki Las Vegas. Mark grał też demona o imieniu Arnon w serialu Czarodziejki, postać o imieniu Badger (pół-komiczny szef mafii) z serialu Firefly a później Grahama Tanaka w serialu Dollhouse. Sheppard wystąpił też jako złoczyńca w 5 sezonie serialu 24 Godziny oraz nemezis Allison DuBois (granej przez Patricia Arquette) w Medium. Pojawił się również w trzecim i czwartym sezonie Battlestar Galactica jako Romo Lampkin i grał powracającą rolę w The Middleman jako służący Neville. Był też widziany jako Anthony Anthros w Bionic Woman: Agentka przyszłości, James Sterling w Uczciwym Przekręcie, Król Piekła Crowley w Nie z tego świata i jako włamywacz Tom Prescott w jednym z odcinków Tożsamości szpiega. Grał też między innymi w serialach Białe kołnierzyki (w odcinku „Pilot”) i Chuck (jako dyrektor organizacji przestępczej Ring). Ostatnio pojawił się też w serialu Magazyn 13. W 2011 roku wystąpił w dwóch odcinkach Doktora Who: Niemożliwy astronauta (sezon 6, odcinek 1) oraz Dzień księżyca (sezon 6, odcinek 2) grając postać Cantona Everetta Delaware’a III. To pierwszy brytyjski serial w którym wystąpił. W październiku 2013 roku Sheppard wrócił do serialu Białe kołnierzyki i ponownie zagrał Curtisa Hagana.

### Filmy
Mark grał w filmach takich jak W imię ojca; komedii romantycznej Lover's Knot; rosyjskim dramacie historycznym Powrót z piekła (ang. Out of the Cold); thrillerze Antidotum (ang. Unstoppable) i w W mroku zła (ang. Broken).
Sheppard reżyserował film Room 101. Był też wspomniany przy pracy z filmem Nether World.

### Gry Video
Mark użyczył głosu Michaelowi Fordowi z gry The Conduit. Głosu mentorowi Michaela, Johnowi Adamsowi użyczył ojciec Marka, William Morgan Sheppard.

### Głos
Od 2011 roku Mark Sheppard jest „Głosem” BBC America od reklam i ogłoszeń.